# Hajimete no Gal
Hajimete no Gal (はじめてのギャル, Hajimete no gyaru, litt. « Une gal pour la première fois »)

## Synopsis
Junichi Hashiba et ses amis, au lycée, sont préoccupés par leur virginité. Un jour, Junichi est forcé de déclarer sa flamme tout en accomplissant un rituel superstitieux qui dit qu'« en se mettant à genoux devant une gal (ギャル, Gyaru) et en la suppliant, il pourrait être en mesure de perdre sa virginité », supposant qu'il serait dépucelé. Il s’agenouille alors et se confesse à Yukana Yame, la gal de la classe ; cette dernière accepte étrangement sa suggestion d'essayer de sortir avec lui.

## Personnages
Junichi Hashiba (羽柴 ジュンイチ, Hashiba Jun'ichi)
Voix japonaise : Shintarō Asanuma,,
Le protagoniste de l'histoire est un jeune lycéen japonais de deuxième année, désireux d'avoir une petite amie. Il est reconnaissable par son « antenne capillaire », caractéristique d'un ahoge. Celui-ci a cru à cette superstition sur le fait qu'en réalisant le dogeza (un élément de la politesse dans la culture japonaise qui consiste à s'agenouiller directement sur le sol et à s'incliner pour se prosterner tout en touchant sa tête au sol) devant une gal, il pourra avoir des relations sexuelles avec cette dernière et ne sera plus ainsi un DT (童貞, Dōtei, litt. « puceau »). Il se fait ainsi piéger par ses amis, au début de l'histoire, pour avouer son « amour » à Yukana Yame. Bien qu'il soit intérieurement excité de voir le corps sensuel de Yukana, il devient facilement embarrassé quand Yukana le provoque pour des gestes pervers. Il a régulièrement des fantasmes sexuels sur la perte de sa virginité et se crée débats internes dans sa tête sur ce qu'il faut faire dans certaines situations. Ses amis lui mettent aussi la pression pour qu'il présente des filles à ces derniers. Cependant son amour pour Yukana sera sincère et prendra soin d'elle, il essaie de lui rester fidèle, en recalant les autres filles qui lui font des avances.
Yukana Yame (八女 ゆかな, Yame Yukana)
Voix japonaise : Yuki Nagaku,,
L'héroïne de l'histoire et la camarade de classe de Junichi. Une jeune lycéenne très belle à la mode qui attache ses cheveux blonds en queue-de-cheval et qui possède une forte poitrine qu'elle expose avec sa chemise grande ouverte tout en portant une minijupe et des loose socks, ce style de mode est complété par sa personnalité de gal. Malgré sa personnalité et son attitude insouciante, tel que le fait de montrer ses sous-vêtements, elle reste étonnamment chaste, trouvant répugnant les choses perverses. Elle emploie la première personne en disant aーshi (あーし). Elle a accepté d'être la petite amie de Junichi. Trouvant Junichi transparent avec ses émotions et ses réactions, elle le critique souvent pour être un puceau perverti qui s'intéresse à son corps, mais le taquine et flirte à la fois. Au-dessous elle est très attentionnée, et cherche souvent les conseils de ses amies sur la façon de se sentir plus proche de Junichi, étant un peu naïve parfois en appliquant le conseil. De temps à autre, elle baisse sa garde et le laisse la toucher si cela permet d'affirmer à quel point elle est sérieuse à propos de leur relation. Elle devient jalouse des autres filles, mais pense que Nene, avec son rôle de « petite sœur », est trop mignonne pour être considérée comme une menace sérieuse pour sa relation avec Junichi.
Ranko Honjō (本城 蘭子, Honjō Ranko)
Voix japonaise : Eri Kitamura,,
La senpai de Junichi et de Yukana en première année universitaire, elle est une vieille connaissance de cette dernière, souvent surnommée la gurogyaru (黒ギャル). Elle a dispose de certains traits de ganguro. Possédant une forte poitrine et des cheveux courts blonds, elle est très agressive et essaie très souvent de draguer Junichi, ce qui rend Yukana jalouse. Elle révèle à Junichi qu'elle aime Yukana et est possessive d'elle; elle n'aime pas le fait que Yukana soit si proche de lui, même si cela veut dire qu'elle doit coucher elle-même avec Junichi.
Yui Kashii (香椎 結衣, Kashii Yui)
Voix japonaise : Ayana Taketatsu,,
Également dans la classe de Junichi, c'est une jeune fille aux longs cheveux noirs. Intelligente et belle d'apparence, elle est très désirée par les garçons. Elle a connu Junichi depuis le collège et agit d'abord de manière très amicale et agréable à l'école. Mais elle se déguise secrètement en une idole blonde à deux couettes nommée BoA réalisant des streams en direct sur Internet. Elle est irritée par le fait que Junichi, qu'elle considère son serviteur Numéro un parce qu'il avait aidé à transporter des boîtes pour elle ou a ramassé sa gomme, ne lui lèche pas ses bottes comme un animal obéissant parce qu'il est avec Yukana. Yui essaie de remédier à cela en le prenant à part et en lui demandant de rejeter Yukana et de sortir avec elle, mais quand Jun refuse, elle se fâche et le menace jusqu'à ce que Ranko le sauve en menaçant de révéler son identité secrète qu'elle mène sur Internet. Dans l'anime, les amis de Junichi disent que son seul inconvénient est qu'elle n'a pas de grosse poitrine comme les autres filles.
Nene Fujinoki (藤ノ木 寧音, Fujinoki Nene)
Voix japonaise : Yui Ogura,,
Une petite lycéenne de première année dotée d'une très grosse poitrine et attachant ses cheveux en double chignons, c'est une amie d'enfance de Junichi dont elle est complètement obsédée. Elle a d'abord essayé de s'habiller et d'agir comme une petite sœur car Junichi avait montrer son intérêt pour ce genre de jeux vidéo. Elle essaie brièvement le style de vie d'une gal pour tenter de gagner Junichi, et tente plus tard de l'attaquer en se trouvant au-dessus de lui toute nue au lit, mais il la rejette tout de même. Elle décide alors de faire une concurrence ouverte avec Yukana, en revenant à sa coiffure à double chignons. Dans l'anime, les amis de Jun la considèrent comme une « loli avec de gros seins ».

### Trio d'amis de Junichi
Le trio de lycéens DT (童貞, Dōtei) sans petite-amie et amis proches de Junichi, c'est notamment eux qui le forcèrent à suivre cette superstition inventée à propos des gal, ce qui lui a permis d'être avec Yukana. En dépit de leur jalousie pour sa relation, ils l'aideront tout de même à certains moments. Ils ont un rôle plus important dans l'anime que dans le manga. Ils le trahissent quelquefois, aussi.
Shinpei Sakamoto (坂本 慎平, Sakamoto Shinpei)
Voix japonaise : Toshiyuki Toyonaga,
Un des amis pervers de Junichi portant des lunettes et aux cheveux courts et bleu, il est celui qui commence habituellement les plans et les recommandations pour Junichi. Il est également le premier à établir la connexion entre Yui Kashii et l'idole en ligne nommée BoA.
Keigo Ishida (石田 景吾, Ishida Keigo)
Voix japonaise : Kenji Akabane,
Un des amis pervers de Junichi aux cheveux blonds. Il est souvent traité de racaille, et effectivement, adore le look de yankee.
Minoru Kobayakawa (小早川 稔, Kobayakawa Minoru)
Voix japonaise : Minoru Shiraishi,
Un lycéen obèse faisant partie du groupe d'amis pervers de Junichi. Parmi les trois amis, il est celui qui mentionne le fait qu'il aime les petites filles.

### Amis de Yukana
Ce sont les camarades de classe de Yukana, et ses amies gal.
Ayumi Kamisaka (上坂 歩美, Kamisaka Ayumi)
Voix japonaise : Kazusa Aranami,
Une lycéenne aux cheveux bruns et aux yeux bleus. Elle est plus un personnage d'arrière-plan dans le manga, mais a tout de même un rôle assez important dans l'anime.
Kokoro Shiina (椎名 心, Shiina Kokoro)
Voix japonaise : Natsuko Hara,
Une lycéenne avec des cheveux blonds. Tout comme Ayumi, elle sert de personnage d'arrière-plan dans le manga, mais possède un rôle plus important dans l'anime.

## Production et supports

### Manga
Meguru Ueno écrit et dessine cette série de manga, lancée le 26 novembre 2015 dans le Monthly Shōnen Ace, un magazine de prépublication de shōnen manga de Kadokawa,. Avant la publication de la série, Ueno avait d'abord en tête comme titre Hajimete no gyaru tte dōdesu ka? (はじめてのギャルってどうですか?, litt. « Pourquoi pas une gal pour la première fois ? »), mais il a décidé de le réduire à sa forme actuelle juste avant l'annonce de la série en message. À ce jour, vingt volumes tankōbon ont été publiés.

#### Liste des volumes
| no                                                                 | Japonais          | Japonais                                                                  |
| no                                                                 | Date de sortie    | ISBN                                                                      |
| ------------------------------------------------------------------ | ----------------- | ------------------------------------------------------------------------- |
| 1                                                                  | 26 mai 2016       | 978-4-04-104265-6                                                         |
| 2                                                                  | 26 octobre 2016   | 978-4-04-105032-3                                                         |
| 3                                                                  | 25 mars 2017      | 978-4-04-105455-0                                                         |
| 4                                                                  | 26 juin 2017      | 978-4-04-105777-3                                                         |
| 5                                                                  | 26 décembre 2017, | 978-4-04-105776-6 (Édition régulière) 978-4-04-106019-3 (Édition limitée) |
| EXTRA : L'édition limitée de ce volume est distribuée avec un OAV. |                   |                                                                           |
| 6                                                                  | 25 juin 2018      | 978-4-04-105775-9                                                         |
| 7                                                                  | 26 octobre 2018   | 978-4-04-107472-5                                                         |
| 8                                                                  | 26 mars 2019      | 978-4-04-107473-2                                                         |
| 9                                                                  | 25 septembre 2019 | 978-4-04-108584-4                                                         |
| 10                                                                 | 25 février 2020   | 978-4-04-108585-1                                                         |
| 11                                                                 | 22 juillet 2020   | 978-4-04-109738-0                                                         |
| 12                                                                 | 26 janvier 2021   | 978-4-04-109739-7                                                         |
| 13                                                                 | 26 juillet 2021   | 978-4-04-111583-1                                                         |
| 14                                                                 | 26 janvier 2022   | 978-4-04-111585-5                                                         |
| 15                                                                 | 26 juillet 2022   | 978-4-04-112719-3                                                         |
| 16                                                                 | 24 février 2023   | 978-4-04-113368-2                                                         |
| 17                                                                 | 25 août 2023      | 978-4-04-114024-6                                                         |
| 18                                                                 | 26 mars 2024      | 978-4-04-114764-1                                                         |
| 19                                                                 | 25 septembre 2024 | 978-4-04-115524-0                                                         |
| 20                                                                 | 25 avril 2025     | 978-4-04-116230-9                                                         |

### Anime
En novembre 2016, il a été annoncé que la série recevait une adaptation en série télévisée d'animation avec l'ouverture d'un site web dédié,,. L'anime est réalisé par Hiroyuki Furukawa au studio d'animation NAZ, dont il a également effectué les chara-designs tandis que le script a été écrit par Yūichirō Momose et la musique est composée par Yashikin,,,. La série est diffusée pour la première fois au Japon entre le 12 juillet et le 13 septembre 2017 sur AT-X, Tokyo MX, SUN, GBS, KBS, BS11,,,,. La série est composée de 10 épisodes et d'un OAV. Cette vidéo d'animation originale est publiée avec le 5e volume du manga le 26 décembre 2017,. Crunchyroll diffuse la série en simulcast dans le monde entier, excepté en Asie,.
Le générique d'introduction, intitulé Hajimete no Season (はじめてのSEASON, litt. « Ma première saison »), est interprété par le groupe d'idoles Afilia Saga; le générique de fin, intitulé Galtic Love (GAL的LOVE, Gyaruchikkurabu, litt. « L'Amour d'une gal »), est interprété par le groupe d'idoles Erabareshi.

#### Liste des épisodes
| No                                                           | Titre français                  | Titre japonais       | Titre japonais           | Date de 1re diffusion |
| No                                                           | Titre français                  | Kanji                | Rōmaji                   | Date de 1re diffusion |
| ------------------------------------------------------------ | ------------------------------- | -------------------- | ------------------------ | --------------------- |
| 1                                                            | Ma première prosternation       | はじめての土下座     | Hajimete no dogeza       | 12 juillet 2017       |
| 2                                                            | Mon premier karaoké             | はじめてのカラオケ   | Hajimete no karaoke      | 19 juillet 2017       |
| 3                                                            | Ma première bimbo bronzée       | はじめての黒ギャル   | Hajimete no kuro gyaru   | 26 juillet 2017       |
| 4                                                            | Ma première amie sérieuse       | はじめての清楚ギャル | Hajimete no seiso gyaru  | 2 août 2017           |
| 5                                                            | Ma première mi-bimbo            | はじめてのパギャル   | Hajimete no pagyaru      | 9 août 2017           |
| 6                                                            | Ma première excursion chez Yame | はじめての八女さん家 | Hajimete no Yame-san chi | 16 août 2017          |
| 7                                                            | Mon premier job                 | はじめてのバイト     | Hajimete no baito        | 23 août 2017          |
| 8                                                            | Mon premier voyage              | はじめての旅行       | Hajimete no ryokō        | 30 août 2017          |
| 9                                                            | Ma première dispute             | はじめてのケンカ     | Hajimete no kenka        | 6 septembre 2017      |
| 10                                                           | Ma première déclaration d’amour | はじめての告白       | Hajimete no kokuhaku     | 13 septembre 2017     |
| OAV                                                          | Mon premier festival culturel   | はじめての文化祭     | Hajimete no bunkamatsuri | 26 décembre 2017      |
| Note : Compris dans l'édition limitée du 5e volume du manga. |                                 |                      |                          |                       |

## Accueil
Il a été révélé le 26 décembre 2017 via une bande enveloppante du cinquième volume tankōbon du manga que la série Hajimete no Gal avait atteint les 600 000 exemplaires imprimés. En octobre 2018, la vente des volumes de la série a dépassé les 750 000 copies.

### Manga
1. 1 2  (ja) « はじめてのギャル (1) », sur Kadokawa (consulté le 31 mai 2017)
2. 1 2  (ja) « はじめてのギャル (2) », sur Kadokawa (consulté le 31 mai 2017)
3. 1 2  (ja) « はじめてのギャル (3) », sur Kadokawa (consulté le 31 mai 2017)
4. 1 2  (ja) « はじめてのギャル (4) », sur Kadokawa (consulté le 31 mai 2017)
5. 1 2  (ja) « はじめてのギャル (5) », sur Kadokawa (consulté le 6 janvier 2018)
6. 1 2  (ja) « はじめてのギャル (5) オリジナルアニメＢＤ付き限定版 », sur Kadokawa (consulté le 6 janvier 2018)
7. 1 2  (ja) « はじめてのギャル (6) », sur Kadokawa (consulté le 27 mai 2018)
8. 1 2  (ja) « はじめてのギャル (7) », sur Kadokawa (consulté le 27 mai 2018)
9. 1 2  (ja) « はじめてのギャル (8) », sur Kadokawa (consulté le 15 avril 2019)
10. 1 2  (ja) « はじめてのギャル (9) », sur Kadokawa (consulté le 11 octobre 2019)
11. 1 2  (ja) « はじめてのギャル (10) », sur Kadokawa (consulté le 27 février 2020)
12. 1 2  (ja) « はじめてのギャル (11) », sur Kadokawa (consulté le 30 juin 2020)
13. 1 2  (ja) « はじめてのギャル (12) », sur Kadokawa (consulté le 3 janvier 2021)
14. 1 2  (ja) « はじめてのギャル (13) », sur Kadokawa (consulté le 2 juillet 2021)
15. 1 2  (ja) « はじめてのギャル (14) », sur Kadokawa (consulté le 23 avril 2022)
16. 1 2  (ja) « はじめてのギャル (15) », sur Kadokawa (consulté le 24 juin 2022)
17. 1 2  (ja) « はじめてのギャル (16) », sur Kadokawa (consulté le 10 janvier 2023)
18. 1 2  (ja) « はじめてのギャル (17) », sur Kadokawa (consulté le 14 août 2023)
19. 1 2  (ja) « はじめてのギャル (18) », sur Kadokawa (consulté le 3 février 2024)
20. 1 2  (ja) « はじめてのギャル (19) », sur Kadokawa (consulté le 10 août 2024)
21. 1 2  (ja) « はじめてのギャル (20) », sur Kadokawa (consulté le 10 mars 2025)